# Luigi Magnano
Luigi Magnano (fl. XX secolo) è stato un calciatore italiano, di ruolo di attaccante.

## Carriera
Cresciuto nello Sport Club Audace Genova ed in seguito passato al Genoa.
Magnano esordì nel Grifone nella vittoria esterna del 1º novembre 1914 per quattro ad uno contro il Liguria.
Nella stagione 1914-1915 scese in campo solo in un'altra occasione, la giornata di campionato successiva, nella vittoria casalinga per dodici a zero contro l'Acqui.
Con quelle due presenze Magnano poté fregiarsi della vittoria dello scudetto, benché il campionato venisse interrotto dall'entrata nella prima guerra mondiale dell'Italia e la vittoria assegnata solo al termine del conflitto.
Al termine della guerra Magnano, noto in alcune fonti come Magnani, non era più tra le file del club.

## Palmarès

### Club

#### Competizioni nazionali
- Campionato italiano: 1

Genoa: 1914-1915